# Mary Star of the Sea
Mary Star of the Sea er titlen på debutpladen fra Zwan. Pladen blev udgivet 27. januar 2003 hos Reprise Records.
"Honestly" og "Lyric" blev de to eneste singler. "Of a Broken Heart" skulle have været den tredje single, men blev dog droppet. "Of a Broken Heart" har dog med tiden vist sig at være albummets mest populære sang, og Corgan spillede til stor tilfredshed hos publikummet sangen live ved sine solokoncerter i 2005. 
Der blev ca. solgt 300.000 eksemplarer af pladen i USA, hvor den også debuterede i toppen af den amerikanske hitliste. I Danmark debuterede Mary Star of the Sea som nummer 18 på den danske albumhitliste, hvor albummet blev i to uger. 

## Skæringsliste
1. Lyric
2. Settle Down
3. Declarations of Faith
4. Honestly
5. El Sol
6. Of a Broken Heart
7. Ride a Black Swan
8. Heartsong
9. Endless Summer
10. Baby Let's Rock!
11. Yeah!
12. Desire
13. Jesus, I / Mary Star of the Sea
14. Come with Me

## Salgstal
- USA: 272.000
- Italien: 20.042
- Japan: 18.174

## Tidligere titler
Zwan turnérede rundt omkring i USA i 2001 og 2002, hvor de bl.a. spillede, hvad der senere skulle blive sange på dette album. Ligesom sangene udviklede sig med tiden (inden de i sommeren 2002 blev indspillet i studiet) så skiftede sangene også titel af og titel.
"Of a Broken Heart" er kendt under flere forskellige titler. I starten hed sangen "(And So I Died of a) Broken Heart" og blev, som én af de eneste sange, spillet live af både Zwan og Djali Zwan. Ydermere havde sangen en helt anderledes og længere guitarsolo inden sidste vers. Senere blev den mere almindelig kendt som bare "Broken Heart" indtil den fik den nuværende titel. 
"Ride a Black Swan" blev – og bliver stadig – kaldt for "The World Goes 'Round". 
"Jesus, I" er et jam baseret på teksten til "Jesus, I've Taken My Cross".

## Kasserede sange
Selvom Zwan kun nåede at udgive ét album havde bandet skrevet ca. 100-150 sange, hvoraf kun de 15 kom med på Mary Star of the Sea. Listen nedenunder indeholder en række titler på sange, som bandet inden deres opløsning havde nået at spille live ved koncerter. 
- Freedom Ain't What It Used to Be
- Cast a Stone
- Glorious
- Chrysanthemum
- Love Lies in Ruin
- A Certain Kind of Change
- A New Poetry
- For Your Love
- The Shining Path
- The Empty Sea
- Song for Judy
- On the Meaning of Loss
- I Know My Time Is Coming
- What Have They Done to Me?
- My Life and Times
- Never Give Up
- How Thing Are
- Sorrow
- Permanence
- Spilled Milk
- Roma Girl
- Ring the Bells
- God's Gonna Set This World on Fire
- Signal This Strong
- Wasting Time
- Pony Express
- Candy Came Calling
- Silly Sally
- El-A-Noy
- My Dream
- W.P.
- The Spy Tra La
- Chicks Just Get in the Way
- Solace and Serenity
- Dust My Broom
- Rivers We Can't Cross
- To Wonder
- Consumed
- Diamonds
- Here I Am
- The Girl with the Sad Face
- The Prairie Song
- The Girl with the Cruel Face
- Riverview
- Friends as Lovers, Lovers as Friends